# Валлер, Август
Август Валлер (Augustus Volney Waller; 1816—1870) — английский гистолог и физиолог.

## Биография
Август Валлер родился 21 декабря 1816 года в Великобритании. 
В 1850 году описал валлерову дегенерацию. 
В 1851 году избран членом Королевского общества. 
В 1852 году сделался ассистентом профессора Людвига Юлиуса Будге в Бонне и получил Монтионовскую премию от Парижской академии наук за свои исследования о питании нервных волокон и их связи с нервными центрами. В 1856 году получил эту премию вторично. 
В 1860 году учёный был награждён Королевской медалью Лондонского королевского общества.
Был профессором физиологии в Королевском колледже в Бирмингеме. 
Работы Валлера посвящены преимущественно нервной физиологии. Он ввёл некоторые новые методы исследования в неврологии.
Август Валлер умер 18 сентября 1870 года в городе Женеве.
Его сын Август Дезире, учёный-физиолог, профессор физиологии Лондонского университета.

## Труды
Важнейшие работы:
- Waller A. «Experiments on the section of the glossopharyngeal and hypoglossal nerves of the frog, and observations of the alterations produced thereby in the structure of their primitive fibres.» Philos. Trans. R. Soc. London 1850, 140:423-29
- «Die Spannung in den Vorhöfen des Herzens» («Archiv für Anatomie und Physiologie», 1878);
- «On muscular spasms known as tendon reflex» (Brain, 1880);
- «Rapidity of propagation of the pulse wave» («Journal of Physiologie», 1880);
- «Nouvelles expériences sur les phénomènes nommés réflexes tendineux» («R. m. de la S.», 1881);
- «Sur la contraction d’ouverture» («Journal de physiologie», 1882);
- «The influence of the galvanic current on the excitability of the motor nerves of man» («Philos. Transact.», 1882).